# کونستانتینووو (استان وارنا)
کونستانتینووو (به بلغاری: Konstantinovo) یک منطقهٔ مسکونی در بلغارستان است که در شهرستان وارنا واقع شده‌است.
 کونستانتینووو  ۱٬۲۹۶ نفر جمعیت دارد و ۱۱۷ متر بالاتر از سطح دریا واقع شده‌است.